# Mathieu Herbaut
Mathieu „ZywOo“ Herbaut (* 9. November 2000) ist ein französischer E-Sportler in der Disziplin Counter-Strike 2. Er spielt derzeit für das Team Vitality.

## Karriere
Herbaut startete seine Karriere im Jahr 2017 beim WySix Team. Er spielte hauptsächlich in nationalen Turnieren und in Qualifikationsturnieren für internationale Events. Im September wechselte er zu against All authority. Im gleichen Jahr erreichte er den 2. Platz in der französischen ESL-Wintermeisterschaft. Im folgenden Jahr gewann er mit seinem Team die ESL-Sommermeisterschaft. Im Oktober 2018 wechselte er in die französische E-Sport-Organisation Team Vitality. Damit wechselte er in ein professionelles Team mit deutlich größeren internationalen Ambitionen. 2018 folgte zudem noch der Sieg der DreamHack Open Atlanta 2018, welches der erste größere internationale Erfolg Herbauts war.
2019 nahm er erstmals mit seinem Team an einem Major-Turnier teil, dem Intel Extreme Masters XIII - Katowice Major 2019. Er erreichte mit seinem Team den 12.–14. Platz. Darauf folgten Siege im Charleroi Esports 2019, der cs_summit 4 und bei der Esports Championship Series Season 7. Im zweiten Major des Jahres, dem StarLadder Berlin Major 2019, konnte er das Viertelfinale und damit den 5.–8. Platz erreichen. Das Jahr beendete Herbaut mit einem Sieg im Epicenter 2019. Im Jahr 2019 wurde er in fünf Turnieren als der beste Spieler des Turniers von HLTV ausgezeichnet. Überdies wurde er als bester Spieler des Jahres 2019 ausgezeichnet. Damit ist er der jüngste Spieler, welche diese Auszeichnung für sich gewinnen konnte.
Das Jahr 2020 begann mit vier zweiten Plätzen in der DreamHack Masters Spring 2020: Europe, der cs_summit 6 Online: Europe, der ESL One: Cologne 2020 Online - Europe und der DreamHack Open Fall 2020. Im November gewann er mit seinem Team das Intel Extreme Masters XV - Beijing Online: Europe. Darauf folgte ein Sieg beim BLAST Premier: Fall 2020. Er erhielt in sechs Turnieren die MVP-Auszeichnung und wurde, wie im Jahr zuvor, zum besten Spieler des Jahres gewählt.
Im Jahr 2021 erzielte er zunächst einige gute Platzierungen mit dem 3. Platz im BLAST Premier: Global Final 2020, den 3.–4. Platz im Intel Extreme Masters XVI - Summer, dem 2. Platz in der ESL Pro League Season 14 und einem dritten Platz im Intel Extreme Masters XVI - Fall: Europe. Seine dritte Major-Teilnahme im PGL Major Stockholm 2021 beendete auf dem 5.–8. Platz. Er schied gegen den späteren Sieger Natus Vincere aus. 2021 folgten zudem ein zweiter Platz im BLAST Premier: Fall Finals 2021, ein Sieg im Intel Extreme Masters XVI - Winter und einem 3. Platz im BLAST Premier: World Final 2021. Er wurde als bester Spieler bei der Intel Extreme Masters XVI - Winter gewählt. Von HLTV wurde er als zweitbester Spieler des Jahres gewählt.
Im folgenden Jahr siegte Herbaut bei der ESL Pro League Season 16, wo er als bester Spieler des Turniers ausgezeichnet wurde. Überdies erreichte er das Finale beim Blast Premier: Spring Finals 2022. Das PGL Major Antwerp 2022 beendete er auf dem 9.–11. Rang, während er das IEM Major: Rio 2022 auf Platz 12.–14. abschloss. Erneut wurde er als zweitbester Spieler des Jahres von HLTV gewählt.
2023 siegte er bei der Intel Extreme Masters Rio 2023. Im BLAST.tv Major: Paris 2023, dem letzten Major-Turnier in Counter-Strike: Global Offensive, konnte er nach einem 2:0-Sieg gegen GamerLegion seinen ersten Major-Titel gewinnen. Für seine Leistung im Major wurde er als bester Spieler des Turniers gewählt. Au siegte er in diesem Jahr im Gamers8 2023, dem Blast Premier: Fall Final 2023 sowie dem Blast Premier: World Final 2023. Überdies erzielte er den zweiten Platz im Blast Premier: Spring Final 2023 und einen 3.–4. Platz in der IEM Cologne 2023. Von HLTV wurde er mit seinem Team als das beste Team des Jahres ausgezeichnet. In diesem Jahr wurde Herbaut als bester Spieler des Jahres von HLTV ausgezeichnet.
2024 siegte Herbaut bei der Intel Extreme Masters Cologne 2024. Weiterhin erreichte er das Finale in der ESL Pro League Season 19 und dem Intel Extreme Masters Dallas 2024 sowie das Halbfinale beim Blast Premier: Fall Final 2024 und dem Blast Premier: World Final 2024. Im ersten Major-Turnier des Jahres, dem PGL Major: Kopenhagen 2024, erreichte er den 3.–4. Rang, während er im zweiten Major-Turnier, dem Perfect World Major: Shanghai 2024 im Viertelfinale ausschied. Er wurde er in diesem Jahr als drittbester Spieler des Jahres von HLTV ausgezeichnet.
2025 siegte er bei der IEM Katowice 2025 und der ESL Pro League Season 21.
Mit insgesamt 23 MVP-Auszeichnungen ist er der Spieler, welche am häufigsten von der renommierten Seite HLTV als bester Spieler eines Turniers ausgezeichnet wurde. Im Oktober 2022 stellte er im Finale der ESL Pro League einen neuen Rekord für Kills in einem Spiel auf.

## Erfolge (Auszug)
Dies ist ein Ausschnitt der Erfolge von Herbaut. Da Counter-Strike in Wettkämpfen stets in Fünfer-Teams gespielt wird, beträgt das persönliche Preisgeld ein Fünftel des gewonnenen Gesamtpreisgeldes des Teams.
| Jahr                             | Platz                            | Turnier                                                   | Team                             | Persönliches Preisgeld           |
| Counter Strike: Global Offensive | Counter Strike: Global Offensive | Counter Strike: Global Offensive                          | Counter Strike: Global Offensive | Counter Strike: Global Offensive |
| -------------------------------- | -------------------------------- | --------------------------------------------------------- | -------------------------------- | -------------------------------- |
| 2018                             | 1.                               | DreamHack Open Atlanta 2018                               | Team Vitality                    | 010.000 $                        |
| 2019                             | 1.                               | Charleroi Esports 2019                                    | Team Vitality                    | 010.000 €                        |
| 2019                             | 1.                               | cs_summit 4                                               | Team Vitality                    | 012.800 $                        |
| 2019                             | 1.                               | Esports Championship Series Season 7 - Finals             | Team Vitality                    | 045.000 $                        |
| 2019                             | 2.                               | ESL One: Cologne 2019                                     | Team Vitality                    | 010.000 $                        |
| 2019                             | 3. – 4.                          | ESEA Season 31: Global Challenge                          | Team Vitality                    | 02.000 $                         |
| 2019                             | 3. – 4.                          | Intel Extreme Masters XIV - Chicago                       | Team Vitality                    | 05.000 $                         |
| 2019                             | 2.                               | DreamHack Masters Malmö 2019                              | Team Vitality                    | 010.000 $                        |
| 2019                             | 3. – 4.                          | Intel Extreme Masters Intel Extreme Masters XIV - Beijing | Team Vitality                    | 05.000 $                         |
| 2019                             | 1.                               | Epicenter 2019                                            | Team Vitality                    | 050.000 $                        |
| 2020                             | 2.                               | Blast Premier: Spring 2020 European Finals                | Team Vitality                    | 013.000 $                        |
| 2020                             | 2.                               | cs_summit 6 Online: Europe                                | Team Vitality                    | 04.400 $                         |
| 2020                             | 2.                               | ESL One: Cologne 2020 Online - Europe                     | Team Vitality                    | 010.000 $                        |
| 2020                             | 3. – 4.                          | Intel Extreme Masters XV - New York Online: Europe        | Team Vitality                    | 02.400 $                         |
| 2020                             | 2.                               | DreamHack Open Fall 2020                                  | Team Vitality                    | 04.300 $                         |
| 2020                             | 1.                               | Intel Extreme Masters XV - Beijing Online: Europe         | Team Vitality                    | 012.000 $                        |
| 2020                             | 1.                               | Blast Premier: Fall 2020                                  | Team Vitality                    | 045.000 $                        |
| 2021                             | 3.                               | Blast Premier: Global Final 2020                          | Team Vitality                    | 016.000 $                        |
| 2021                             | 3. – 4.                          | Intel Extreme Masters XVI - Summer                        | Team Vitality                    | 04.000 $                         |
| 2021                             | 2.                               | ESL Pro League Season 14                                  | Team Vitality                    | 016.000 $                        |
| 2021                             | 3.                               | Intel Extreme Masters XVI - Fall: Europe                  | Team Vitality                    | 02.400 $                         |
| 2021                             | 2.                               | BLAST Premier: Fall Finals 2021                           | Team Vitality                    | 017.000 $                        |
| 2021                             | 3.                               | Blast Premier: World Final 2021                           | Team Vitality                    | 024.000 $                        |
| 2022                             | 2.                               | Blast Premier: Spring Finals 2022                         | Team Vitality                    | 017.000 $                        |
| 2022                             | 1.                               | ESL Pro League Season 16                                  | Team Vitality                    | 040.000 $                        |
| 2023                             | 1.                               | Intel Extreme Masters Rio 2023                            | Team Vitality                    | 020.000 $                        |
| 2023                             | 1.                               | BLAST.tv Major: Paris 2023                                | Team Vitality                    | 100.000 $                        |
| 2023                             | 2.                               | Blast Premier: Spring Final 2023                          | Team Vitality                    | 017.000 $                        |
| 2023                             | 3. – 4.                          | Intel Extreme Masters Cologne 2023                        | Team Vitality                    | 016.000 $                        |
| 2023                             | 1.                               | Gamers8 2023                                              | Team Vitality                    | 080.000 $                        |
| Counter-Strike 2                 |                                  |                                                           |                                  |                                  |
| 2023                             | 1.                               | Blast Premier: Fall Final 2023                            | Team Vitality                    | 040.000 $                        |
| 2023                             | 1.                               | Blast Premier: World Final 2023                           | Team Vitality                    | 100.000 $                        |
| 2024                             | 3. – 4.                          | PGL Major: Kopenhagen 2024                                | Team Vitality                    | 016.000 $                        |
| 2024                             | 2.                               | ESL Pro League Season 19                                  | Team Vitality                    | 016.000 $                        |
| 2024                             | 2.                               | Intel Extreme Masters Dallas 2024                         | Team Vitality                    | 08.400 $                         |
| 2024                             | 3. – 4.                          | Blast Premier: Spring Final 2024                          | Team Vitality                    | 08.000 $                         |
| 2024                             | 1.                               | Intel Extreme Masters Cologne 2024                        | Team Vitality                    | 080.000 $                        |
| 2024                             | 3. – 4.                          | Blast Premier: Fall Final 2024                            | Team Vitality                    | 08.000 $                         |
| 2024                             | 3. – 4.                          | Blast Premier: World Final 2024                           | Team Vitality                    | 017.000 $                        |
| 2025                             | 1.                               | Intel Extreme Masters Katowice 2025                       | Team Vitality                    | 080.000 $                        |
| 2025                             | 1.                               | ESL Pro League Season 21                                  | Team Vitality                    | 020.000 $                        |
| 2025                             | 1.                               | Blast Open Spring 2025                                    | Team Vitality                    | 030.000 $                        |
| 2025                             | 1.                               | Intel Extreme Masters Melbourne 2025                      | Team Vitality                    | 025.000 $                        |
| 2025                             | 1.                               | Blast Rivals Spring 2025                                  | Team Vitality                    | 025.000 $                        |
| 2025                             | 1.                               | Intel Extreme Masters Dallas 2025                         | Team Vitality                    | 025.000 $                        |
| 2025                             | 1.                               | BLAST.tv Major: Austin 2025                               | Team Vitality                    | 100.000 $                        |

## Auszeichnungen
- 1. Platz im HLTV.org-Ranking der Besten 20 CS:GO-Spieler des Jahres 2019[2]
- 1. Platz im HLTV.org-Ranking der Besten 20 CS:GO-Spieler des Jahres 2020[3]
- 2. Platz im HLTV.org-Ranking der Besten 20 CS:GO-Spieler des Jahres 2021[4]
- 2. Platz im HLTV.org-Ranking der Besten 20 CS:GO-Spieler des Jahres 2022[5]
- 1. Platz im HLTV.org-Ranking der Besten 20 CS:GO/CS2-Spieler des Jahres 2023[8]
- 3. Platz im HLTV.org-Ranking der Besten 20 CS2-Spieler des Jahres 2024[9]